# ایگور نیکولین
ایگور نیکولین (روسی: Игорь Юрьевич Никулин؛ ۱۴ اوت ۱۹۶۰ – ۷ نوامبر ۲۰۲۱) پرتاب‌گر چکش، و ورزشکار دو و میدانی اهل اتحاد جماهیر شوروی سوسیالیستی بود.